# گرند سیتی پراپرتیز
گرند سیتی پراپرتیز (انگلیسی: Grand City Properties) شرکت املاک و مستغلات آلمانی است، که در سال ۲۰۰۶ تأسیس شد.